# コーギー・クラシック

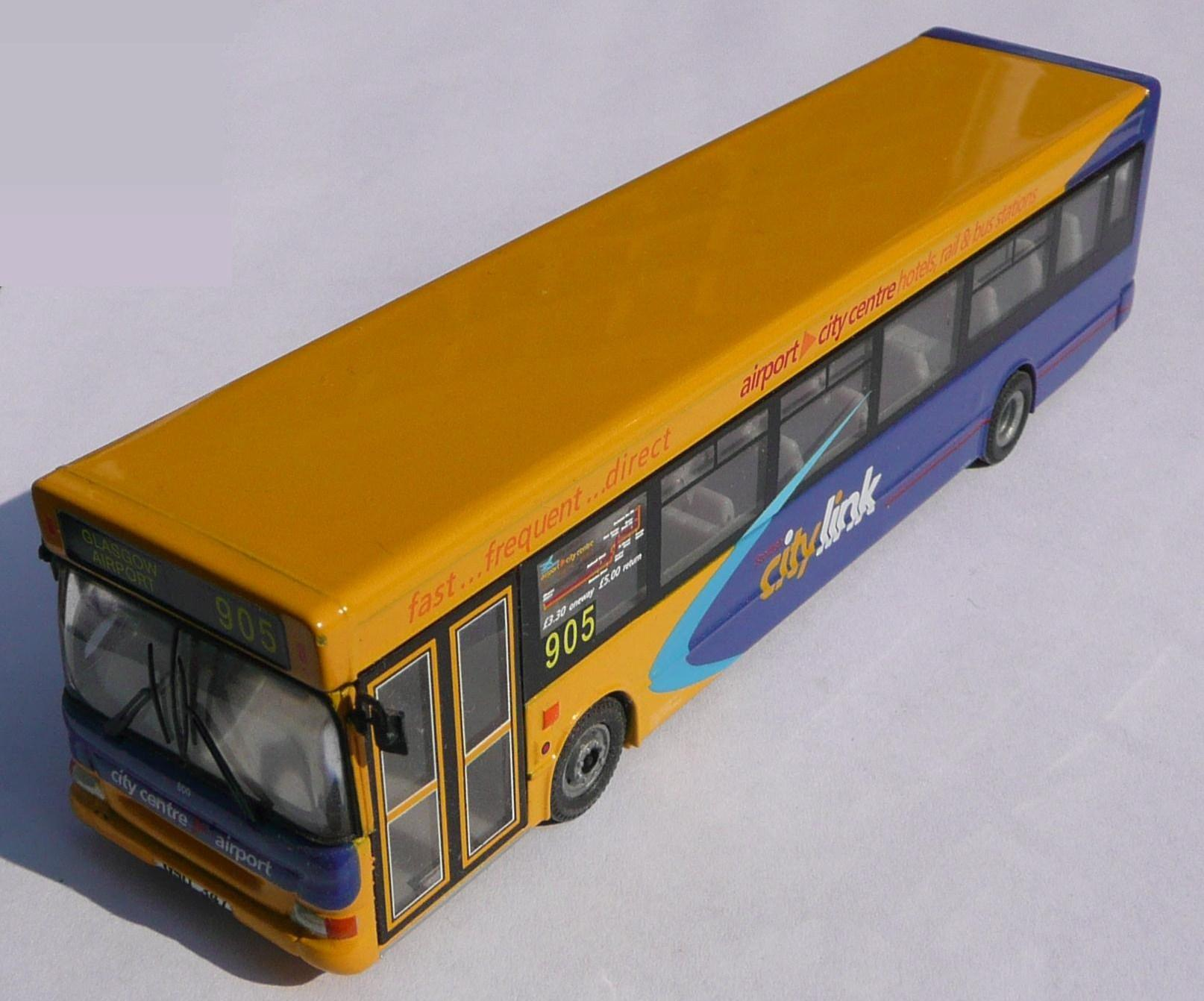
コーギー (オリジナル・オムニバスシリーズ) のバス模型

コーギー（英: Corgi ）は、イギリスの自動車模型・ミニカーブランドである。

## 概要
1934年に創業したイギリスのメットーイ・プレイクラフト社 (Mettoy Playcraft Ltd. ) が、1956年より発売した金属製のミニカーブランド「コーギー」を前身とする。後に独立や買収を経て、1995年に「コーギー・クラシック社」として再独立した。
再独立後はイギリスのテレビシリーズに登場する車両のミニカーを発売し、ヒットをとばした。その後は同業他社を買収するなど規模を拡大したが2008年に鉄道模型メーカーのホーンビィに買収され同社のミニカー・自動車模型ブランドとなった。
製品は、主に自動車、バス、トラックなどの車両や、軍用機などの航空機で、車両には自走機能は無く、展示用のモデルが中心となっている。製品の材質は亜鉛合金が主流で、ダイカスト製法により製造されている。
近年、2012年に開催予定のロンドンオリンピックとタイアップした製品も増えている。
ここではミニカー・自動車模型ブランドの「コーギー」を中心に記す。プレイクラフト社のスロットカー・鉄道模型はJouefを参照。

## 沿革
1934年、NSDAPによるユダヤ人排斥運動の影響でドイツから逃れてきた、ドイツ人のフィリップ・ウルマン (Philip Ullman ) とアーサー・カッツ (Arthur Katz ) によってイギリスのノーザンプトンにメットーイ社 (Mettoy Ltd. ) が設立された。2人はそれまでドイツ国内で玩具メーカーをしていた。社名の由来は、「金属製玩具」を示す「Metal Toy」を略したものであった。
1944年、ウェールズのスウォンジへ工場が移転した。
1953年、メットーイ社はイギリスのプレイクラフト・トイズ社 (Playcraft Toys Ltd. ) を買収し、社名はメットーイ・プレイクラフト (Mettoy Playcraft Ltd. ) となった。
1955年、メカノ社のミニカーのディンキーシリーズに倣って新たに金属製ミニカーの自社ブランドを立ち上げた。ブランド名はウェールズゆかりの犬、「ウェルシュ・コーギー」から「コーギー」 (Corgi ) と名づけられた。先行するディンキーと差別化を図るため、ディンキーでは再現されていなかった窓ガラスを透明プラスチックで再現するなど、工夫がこらされ、1956年より発売された。
1964年、玩具のミニカーが中心であった「コーギー」とは別に、大人向け精密自動車模型ブランドとして「コーギー・クラシック」が設けられたものの、1969年にはこのブランドは終了している。ブランド名は後に再利用されることになる。
1984年3月、メットーイ・プレイクラフト社からマネジメント・バイ・アウトによりコーギーブランドがコーギー・トイズ社 (Corgi Toys Ltd. ) として独立した。
1989年、アメリカの大手玩具メーカーのマテルによってコーギー・トイズ社が買収され、1991年にはスウォンジの工場は閉鎖され、レスターに移転した。
1995年、マネジメント・バイ・アウトによりマテルより独立し、レスターに新たに「コーギー・クラシック社」 (Corgi Classics Ltd. ) が設立された。
1996年、模型メーカーのバゼットロークを買収した。
2002年、ミニカーメーカーのレド社 (Lledo ) を買収し、レドブランドとヴァンガーズ (Vangurds ) ブランドを傘下に置いた。
2008年、鉄道模型メーカーのホーンビィに買収され、社名は「コーギー・トイズ」 (Corgi Toys ) となり、ブランド名は「コーギー」 (Corgi ) となった。

## 製品
ホーンビィに買収されて以降は、ブランド名はコーギーとなったが、コーギー傘下にいくつかのシリーズが設けられている。レド社から引き継いだ「レド」や「ヴァンガーズ」、OOゲージ鉄道模型用の「トラックサイド」、旧来からの「コーギー・トイズ」、「クラシック」、航空機の「アヴィエーション・アーカイブ」など多岐にわたる。
ホーンビィ傘下の他のブランド・シリーズの製品がコーギーブランド傘下で発売されている場合がある。また、バゼットロークの様にコーギー傘下を外れ、ホーンビィ傘下に移ったものも存在するため注意が必要である。

### 自動車
乗用車
1/43スケールを中心に、1/24スケール、1/36スケール、1/64スケール、1/76スケールが存在する。
バス
イギリス特有の二階建てバスを中心とする1/76スケールの「オリジナル・オムニバス」シリーズや、1/50スケール製品、小型の箱スケール製品が存在する。
商用車など
1/76スケールのOOゲージ鉄道模型用「トラックサイド」シリーズと1/50スケールのトレーラートラックを中心に、1/24スケールや1/43スケール、1/64スケールのトラックや、消防車、バン、建機などが存在する。

### 航空機
1/72スケールの第二次世界大戦時の軍用機を中心に、1/144スケールの旅客機、軍用機、民間機などが存在する。

### テレビ＆フィルム
007シリーズに登場する車両や航空機、船などを中心に、テレビ番組や映画に登場する車両などが製品化されている。
ホーンビィに買収される以前は、ドクター・フーやMr.ビーン、モース警部に登場する車両が製品化されていた。